# Đội tuyển Fed Cup Hungary
Đội tuyển Fed Cup Hungary đại diện Hungary ở giải đấu quần vợt Fed Cup và được quản lý bởi Hiệp hội Quần vợt Hungary.  Đội hiện tại thi đấu ở Nhóm I khu vực Âu/Phi.

## Lịch sử
Hungary tham gia kì Fed Cup đầu tiên vào năm 1963.  Thành tích tốt nhất của họ là vào đến tứ kết các năm 1963 và 1985.

## Đội hình hiện tại (2017)
- Tímea Babos
- Dalma Gálfi
- Fanny Stollár
- Ágnes Bukta